# Asparagus migeodii
Asparagus migeodii — вид рослин із родини холодкових (Asparagaceae).

## Біоморфологічна характеристика
Це багаторічна прямовисна трава до 60 см заввишки. Стебло гладке, голе. Шипи на основних стеблах ± 2 мм завдовжки. Кладодії в пучках по 5–10, лінійні, тонкі, 5–6 мм завдовжки, блідо-зелені з білими, що переходять у коричневі, прилистки біля основи. Квітки поодинокі. Листочки оцвітини білі, іноді з рожевим відтінком, ± рівні, 2–3 мм завдовжки. Тичинки коротші від оцвітини; пиляки жовті. Ягода червона, 5–6 мм у діаметрі, 1–2 насінна.

## Середовище проживання
Ареал: пд. Танзанія, Малаві, Мозамбік, Замбія.
Населяє заліснені трав'янисті місцевості, випалені землі, кам'янисті ділянки в тіні.